# Esen
Esen, chiń. 也先 Yěxiān, (albo: Esen-tajsz, Esen-tajdż; zm. 1455) – wódz Ojratów i krótkotrwały wielki chan Mongołów.

## Młodość i dziedzictwo ojca
Esen wykazał się zdolnościami militarnymi jeszcze za życia swojego ojca, Togona, w latach dwudziestych podejmując trzy kampanie przeciwko wschodniemu Mogolistanowi, w trakcie których dwukrotnie pojmał jego władcę Wais-chana. Rozszerzył wówczas wpływy Ojratów do Biszbałyku. W latach 30. Esen towarzyszył ojcu w jego walkach z "tajsz" Chałchasów, Arugtajem, które zakończyły się jego śmiercią w roku 1434. Dzięki temu zwycięstwu Togonowi udało się ustanowić marionetkowym wielkim chanem swojego kandydata, Tajsuna, za którego wydał starszą siostrę Esena. Sam Togon miał jedynie tytuł "tajsz" (albo "tajdż"), wywodzący się od chińskiego "taishi" (太師), oznaczającego następcę tronu, który w przypadku Mongołów stał się tytułem najwyższym po tytule chana, do którego Togon nie mógł pretendować, nie wywodził się bowiem z rodu Czyngis-chana. Tytuł "tajsz" na języki europejskie jest często przekładany jako główny albo pierwszy minister.

## Pierwsze podboje
Po śmierci Togona na przełomie roku 1439 i 1440 Esen przejął jego tytuł "tajsz" i zaczął naciskać na "strażników" ("wei") północno-zachodniej granicy Mingów. W roku 1443 trzy tysiące Ojratów zaatakowało Hami, ważną oazę uznającą zwierzchność Mingów, i pojmało matkę i żonę miejscowego księcia. Esen chciał go przekonać do złożenia wizyty w obozie Ojratów i zaakceptowania ich zwierzchności, ten jednak odmówił. Mingowie ostro protestowali przeciwko rajdowi Ojratów i Esen, nie chcąc w tym momencie rzucać wyzwania Chinom, ostatecznie zwolnił szlachetnych więźniów. Niemniej w roku 1445 powtórzył atak na Hami, znowu zagarniając matkę i żonę księcia oraz zapraszając go do złożenia wizyty. Ostatecznie po zapewnieniu Mingów, że nigdy nie przystanie na żądania Esena, książę Hami wyruszył na tereny Ojratów w roku 1448 i pozostał tam na dłuższy czas jako członek świty ich wodza.
W roku 1443 Esen próbował także zmusić do zawarcia przypieczętowanego małżeństwami sojuszu wodzów mongolskich plemion Shazhou i Qizhin w zachodnim Gansu. Ci odwlekli sprawę i poprosili o wsparcie dwór w Pekinie, ostrzegając przed zamiarami Esena, Chińczycy nie podjęli jednak żadnych kroków, tym samym zachęcając Esena do działania. Ten w roku 1445 zmusił wodzów Shazhou i Qizhin do zaakceptowania mongolskich tytułów oraz stworzył "prowincjonalny rząd Gansu", w ten sposób formalnie potwierdzając swoją chęć zawładnięcia tym terytorium. W roku 1446 większość plemienia Shazhou była tak przestraszona, że zdecydowała się uciec. Większość z nich znalazła schronienie w Chinach, nieliczni przyłączyli się do Esena. Qizhin pozostali na swoim terytorium mimo zagrożenia przez Ojratów. Powtarzali oni prośby o pozwolenie na opuszczenie swojej ziemi i schronienie się w Chinach, jednak cesarz Zhu Qizhen odrzucał te apele, stwierdzając, że jeśli: "będą uważnie obserwować sytuację na zachodzie i w przypadku bezpośredniego zagrożenia inwazją ostrzegą Mingowskich generałów otrzymają pomoc na czas i będą całkiem bezpieczni". Cesarz – żeby skłonić ich do pozostania – dał im także ziarno i inną potrzebną żywność. W rezultacie większość z nich znajdowała się na miejscu jeszcze w roku 1454, kiedy Esen próbował zmusić ich do sojuszu.
Esen podjął także agresywną politykę na północnym wschodzie. We wczesnych latach 40. zawarł sojusz z trzema "strażnikami" należącymi do Urianchajców, który przypieczętował, poślubiając córkę wodza jednego z nich – Taining. W następnych latach służyli mu oni jako jego szpiedzy w Chinach. Kiedy w roku 1444 Chińczycy, zmęczeni rajdami Urianchajców, przedsięwzięli przeciwko nim karną ekspedycję, Esen nie tylko im nie pomógł, ale wykorzystując ich słabość, splądrował ich terytorium. Do roku 1447 podbił "strażników" Taining i Duoyan, a Fuyu zmusił do migracji. Po tym ostatnim akcie agresji kontrolował terytorium od dzisiejszego Xinjiangu do Korei.

## Wojna z Chinami
Dwór Mingowski był zaniepokojony zdobyczami Esena, ale być może jeszcze bardziej martwiły go relacje związane z "trybutem" i handlem. Tradycyjnie Chińczycy uważali wszystkich władców za "wasali" podległych cesarzowi i przyjmowali od nich "trybut". W praktyce jednak "podarki" jakie cesarz przekazywał swoim wasalom najczęściej przewyższały wartość składanego przez nich "trybutu", szczególnie w okresie słabości Chin, które w ten sposób kupowały swoje bezpieczeństwo, a pod pozorem i przy okazji wymiany "trybutu" na "podarki" prowadzono po prostu handel międzynarodowy. Przed akcesją Esena większość misji "trybutarnych" (czyli de facto handlowych) Ojratów nie liczyła więcej niż 100 ludzi, jednak w roku 1442 wysłano 2302 ludzi, w 1444 roku 1867 i ponad 2000 w zimę 1448 na 1449. Ponieważ Chińczycy w dodatku do płacenia za przywożone w ramach "trybutu" konie byli zmuszeni do karmienia, kwaterowania i obdarowywania "posłów", takie zwiększenie ich liczby było zwykłym przymuszeniem do podwyższenia płaconej przez nich daniny i stało się uciążliwe dla ich finansów. Z drugiej strony złe czasem traktowanie wysłanników Esena i nędzne dary jakie niektórzy z nich otrzymali pozwoliły mu na stwierdzanie, że jego ludzie są oszukiwani przez urzędników i kupców podczas handlowych transakcji, a dwór nieuczciwie obniża cenę za jego konie. We wczesnych latach 40. wielki sekretarz Yang Shiqi ostrzegał przed rajdami Ojratów, naciskając na cesarza, by ten zapewnił wojskom frontowym większą liczbę koni, a wielu przygranicznych urzędników również prosiło o dodatkowych żołnierzy i zaopatrzenie. Ostatecznie dwór Mingowski ograniczył się jednak jedynie do próby poróżnienia Esena z Tajsunem, nie zdając sobie sprawy, że ten drugi nie ma za sobą żadnej realnej siły, która mogłaby zagrozić faktycznej władzy sprawowanej przez jego "tajsza". Chińczycy albo nie doceniali, albo nie byli świadomi wzrastającej potęgi Esena. Nawet kiedy dezerterzy donieśli, że Esen skupia swe siły do ataku, dwór Mingowski zwyczajnie wysłał do niego posła z zapytaniem, czy jest to prawda.
Dwa incydenty przerodziły te napięcia w zbrojny konflikt. Po pierwsze kiedy w roku 1448 do Pekinu przybyła Ojracka misja z "trybutem", jej członkowie, chcąc otrzymać więcej podarków, fałszywie zawyżyli swoją liczbę, twierdząc że jest ich ponad trzy tysiące. Dwór Mingowski, i w szczególności odgrywający na nim dominującą rolę eunuch Wang Zhen, wpadli w furię, kiedy dowiedzieli się o tym oszustwie i dali członkom misji tylko jedną piątą żądanych przez nich podarków. Po drugie, żeby jakoś naprawić tę zniewagę, kilku chińskich tłumaczy, podobno bez jakiejkolwiek autoryzacji, zapewniło Esena, że jego syn może pojąć za żonę kobietę z cesarskiej rodziny. Kiedy jednak Esen przysłał do Pekinu zwyczajowe prezenty dla przyszłego małżeństwa, dwór – który nic nie wiedział o jego rozmowach z tłumaczami – szorstko odrzucił matrymonialne porozumienie. Według tej brzmiącej mało prawdopodobnie historii ta druga już zniewaga doprowadziła Esena do wojny.
W lipcu 1449 roku Esen rozpoczął inwazję na Chiny na wielką skalę. Posłał Tajsuna na czele Urianchajców, żeby wykonali rajd w kierunku półwyspu Liaotung, podlegającemu mu "zhiyuan" Ali nakazał oblegać Xuanfu, a sam ruszył w kierunku Datongu, innego ważnego punktu Wielkiego Muru. 3 sierpnia Esen zniszczył źle zaopatrzoną i dowodzoną armię chińską w pobliżu Yanghe na północ od Datongu i ruszył w kierunku samego miasta. W tym czasie cesarz Zhu Qizhen, zachęcany do tego przez Wang Zhena, zdecydował się osobiście wyruszyć przeciwko Ojratom wraz z podobno półmilionową armią. 18 sierpnia dotarł do Datongu, jednak w obliczu uzyskanej świadomości klęski pod Yanghe oraz głodu nękającego armię dwa dni później nakazał odwrót. Chińska armia powracała tym samym spustoszonym szlakiem co poprzednio, stopniowo coraz bardziej zdezorganizowana. 30 sierpnia Ojraci zniszczyli chińską straż tylną oraz odsiecz w sile czterdziestu tysięcy koni. Następnego dnia Chińczycy rozbili obóz wokół stacji pocztowej Tumu, gdzie jednak pozbawieni byli dostatecznej ilości wody. Wang Zhen podobno odmówił udania się do pobliskiego obwarowanego Huailai, ponieważ musiano by wtedy porzucić jego osobisty bagaż. 1 września rano Mongołowie zaatakowali i dokonali masakry pozbawionych jedzenia i wody żołnierzy Zhu Qizhena, zabijając przy tym wielu najwyższych dostojników cesarstwa, w tym Wang Zhena. Kiedy przybył Esen cesarz "z niezmąconym spokojem, bez śladu jakiegokolwiek wzruszenia na twarzy siedział na dywanie, a dokoła leżały ciała wymordowanych członków jego straży przybocznej".
Rozmiary zwycięstwa były zaskoczeniem nawet dla samych Ojratów. Zamiast uderzyć na Pekin Esen wycofał się wraz ze swym cennym jeńcem do Datongu, żądając od dowódcy obleganego garnizonu okupu w złocie i jedwabiu. Z jego strony otrzymał trzydzieści tysięcy liangów srebra oraz spotkał się z nieudaną próbą odbicia cesarza. Wkrótce potem do Esena dotarła informacja, że władzę w Pekinie objął młodszy brat Zhu Qizhena, Jingtai. Świadomy, że wydatnie zmniejszyło to wartość jego zakładnika, Esen podjął próbę osadzenia go na tronie. Wyruszył teraz na Pekin, ale w tym czasie nowy chiński minister wojny, Yu Qian, zmobilizował rezerwy i opanował panikę tak, że kiedy Esen wysłał posła z żądaniem miliona liangów w złocie tytułem okupu, spotkał się z odmową. Po krótkim oblężeniu trwającym od 27 do 30 sierpnia Esen musiał wycofać się ze swoją siedemdziesięciotysięczną armią w obliczu trzykrotnej przewagi przeciwnika.
Chińczycy próbowali odciągnąć od Esena innych mongolskich przywódców, w szczególności zaś Tajsuna i Alę, z którymi rozpoczęli negocjacje. Oferowali także za zabicie Esena nagrodę w wysokości 50 tysięcy liangów srebra oraz dziesięciu tysięcy złota, oraz tytuł urzędniczy. W maju 1450 roku odmówili oni spotkania z delegacją Ojratów, która chciała omówić warunki zwolnienia cesarza. Yu Qian oświadczył, że ta tzw. pokojowa delegacja to zwykły podstęp i że Esen zamierza albo zaatakować Chiny, albo wysunąć w stosunku do nich wielkie finansowe żądania. Za tą odmową stał także fakt, że Jingtai bał się, iż jego powracający brat będzie zagrożeniem dla jego władzy i z niechęcią odnosił się do negocjacji mających na celu wypuszczenie go z niewoli. Esen tymczasem bardzo dobrze traktował swojego jeńca, wyprawiając na jego cześć bankiety, a nawet próbując wydać za niego swoją siostrę, oraz wysyłał strumień posłów oferujących wznowienie płacenia "trybutu" i porozumienie co do wypuszczenia cesarza. Starania te przyniosły pewne rezultaty, ponieważ w drugiej połowie 1450 roku Jingtai wysłał do Esena dwie misje na czele z Li Shi i Yang Shanem, które jednak w przekazanych listach w ogóle nie wspominały o cesarskim jeńcu. Ostatecznie Yang Shan, który wcześniej służył Zhu Qizhenowi, we wrześniu zabrał go do Chin na własną odpowiedzialność, gwarantując Esenowi, że przywrócone zostaną relacje "trybutarne", czyli handlowe.

## Chanat, bunt i śmierć
Po uwolnieniu Zhu Qizhena Esen aż do końca swojego życia utrzymywał dobre stosunki z Chińczykami, którzy według jednego ze źródeł potrzebowali koni, stąd zgadzali się nawet na nader wygórowane żądania Ojrackich posłów z "trybutem". Wówczas Esen skoncentrował się na swoich relacjach z Tajsunem. W zimie roku 1450 współdziałali oni w ataku na Dżurdżenów i najeździe na dzisiejszy Heilongjiang. Wkrótce jednak narosło pomiędzy nimi napięcie wokół wyboru następcy Tajsuna, ponieważ Esen naciskał na zaakceptowanie kandydata nie do przyjęcia dla chana. Tajsun sformował alians z Chińczykami i Alą, którego celem było obalenie hegemonii Ojratów nad Chałchasami. Początkowo zwycięski Tajsun doznał klęski, kiedy w zimie 1451 roku jego własny brat przeszedł na stronę Ojratów. Esen pokonał go w rejonie Kotliny Turfańskiej. Chan uciekł na północny wschód, jednak na początku 1452 roku lokalny wódz, prawdopodobnie Urianchajców, zabił go. W roku 1453 Esen ogłosił się wielkim chanem.
W swoim liście z tego roku do dworu Mingów użył tytułu "Dayuan Tiansheng Da Kehan" – Wielkiego Chana Niebiańskiej Roztropności Wielkiej [dynastii] Yuan. Esen nie pochodził jednak z rodu Czyngis-chana i obwołanie się przez niego wielkim chanem doprowadziło do jego upadku wskutek mongolskiego buntu. Według relacji chińskich jego źródłem był także coraz bardziej dekadencki tryb życia wodza Ojratów, a w szczególności zamiłowanie do alkoholu. Poza tym odmówił on tytułu "tajsz" zarówno Ali, jak i innemu ważnemu wodzowi biorącemu udział w międzyplemiennej wojnie. Co może zaskakiwać, Esen dał się łatwo pokonać człowiekowi o imieniu Bukun, którego ojca kazał kiedyś zabić, i to z jego rąk spotkała go śmierć. Po tym wydarzeniu państwo Ojratów rozpadło się.